# Cuevas del Becerro
Cuevas del Becerro es un municipio español de la provincia de Málaga, Andalucía, se encuentra en el norte de Ronda y es el límite de Guadalteba. Por carretera se halla situado a 20 km de Ronda, 97 km de Málaga y a 576 km de Madrid. El pueblo se encuentra a más 724 metros de altitud sobre el nivel del mar. Su extensión es de 16 km². 

Mapa Cuevas del Becerro

En 2016 cuenta con una población de 1.628 habitantes.

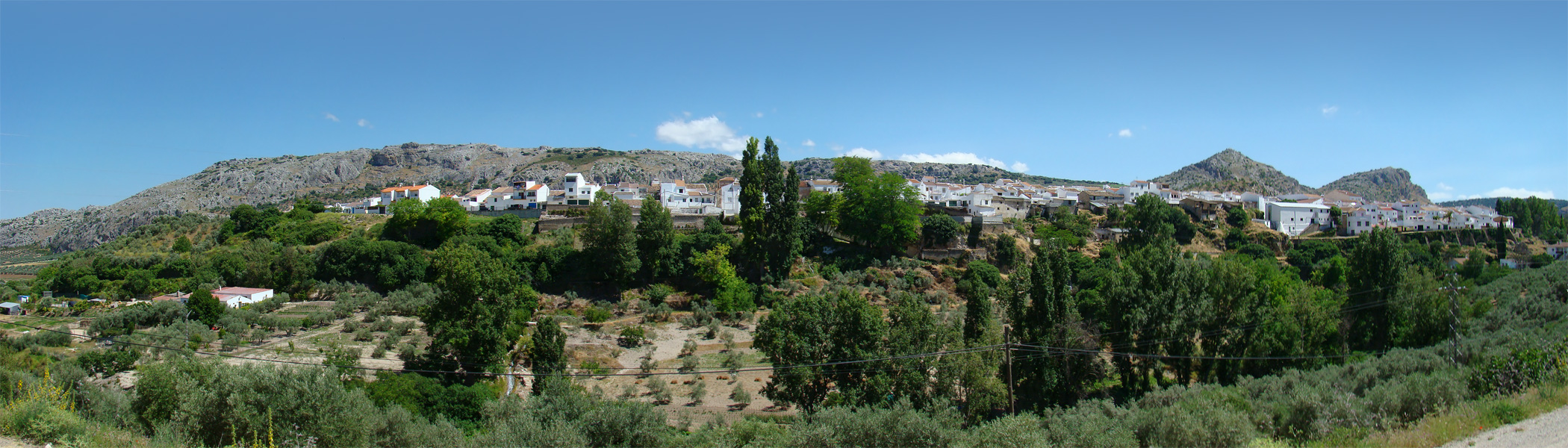
Vista de Cuevas del Becerro desde la A367

## Origen del nombre
Dice la leyenda que el pueblo recibe su nombre de un becerro de oro que encontraron en una de sus cuevas, que en la actualidad quedan ubicadas en la ladera Norte del pueblo, sobre el río de las cuevas. Otra leyenda cuenta que el origen del nombre se debe a un becerro que quedó atrapado en una de las cuevas de la localidad y que fue localizado gracias a los mugidos del animal. Sea como fuere, de momento todo son meras especulaciones sobre el posible origen, sin que se sepa a ciencia cierta la verdad.

## Lugares de interés
- Iglesia de San Antonio Abad, (Cuevas del Becerro)
- Cueva del Moro, (Cuevas del Becerro)

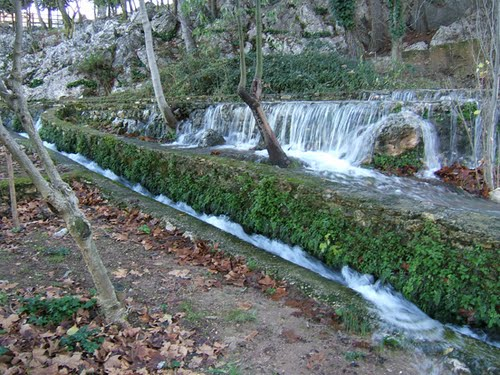

- Fuente del Nacimiento
- Hornos Romanos
- Paseo Del Río Carrizal
- Estadio de fútbol
- Polideportivo Municipal
- campo de fútbol sala
- "El Nacimiento"

## Política y administración
La administración política del municipio se realiza a través de un Ayuntamiento de gestión democrática cuyos componentes se eligen cada cuatro años por sufragio universal. El censo electoral está compuesto por todos los residentes empadronados en el pueblo mayores de 18 años y nacionales de España y de los restantes Estados miembros de la Unión Europea. Según lo dispuesto en la Ley del Régimen Electoral General, que establece el número de concejales elegibles en función de la población del municipio, la Corporación Municipal de Cuevas del Becerro está formada por 9 concejales.

## Fiestas
- Fiesta Patronales en honor a "San Antonio Abad" El 17 de enero. Es muy común bendecir a los animales y sacar una procesión en honor al Patrón del pueblo,
- Fiesta de "las Candelarias"El 2 de febrero. Trata de hacer una hoguera con olivos. Las llamas alcanzan una gran altitud, cuando reduce los más jóvenes saltan la candela.
- Carnavales, (Cuevas del Becerro)finales de febrero.
- Fiesta de "partir la Vieja"En marzo. Se rompe la tradición de no comer carne en Semana Santa. En esta fiesta se reúnen todos en el campo a comer carne, acompañados de unas muñecas con aspecto de mujer vieja.
- Romería en honor de san Isidro Sábado más próximo al 15 de mayo. Trasladan el Santo del pueblo al lugar donde se celebra la romería
- Noche en Pie, primer fin de semana de julio
- Verbena de Verano, en julio.
- Feria del pueblo en honor a su Patrón San Antonio Abad, última semana de agosto.
- Fiesta de "tostar las castañas".

## Agricultura y ganadería
En la actualidad los principales cultivos que se asientan sobre las fértiles tierras de labor que rodean al pueblo son el olivo, los cereales y la matalaúga. En menor grado se cultivan garbanzos, habas, girasol, almendro y frutales. Las numerosas huertas de regadío son infrautilizadas y tan solo se ven en verano algunos huertos destinados al autoconsumo. 
El olivar va copando la mayoría de la superficie del término y se encuentra en un proceso de mecanización, incorporando nuevas técnicas de siembra, riego y recolección.
En cuanto a ganadería las principales explotaciones se concentran en el apicultura, un desarrollo del sector caprino, ovino y bovino. En menor medida se dan el ganado equino, el porcino y la avicultura.

## Fauna silvestre
Las sierras que rodean al pueblo son muy ricas en fauna. Los días soleados podemos ver cazando al águila perdicera, y pastando junto a los riscos a la cabra montés. Existen aves nocturna tales como el búho real, el cárabo, la lechuza, el mochuelo y el búho común. Otros animales silvestres son el tejón, el zorro, la gineta, el meloncillo, el turón, la garduña, el conejo y la liebre.

## Historia
Prueba del pasado romano son los vestigios de los hornos del Alfar romano. De todos modos también se han encontrado restos del Neolítico en lugares como las laderas occidental y norte del Cerro del Castillón, en las proximidades de la Fuente del Zorro y en el borde nororiental del Cerro de las Palomas. 
La primera noticia escrita que se tiene de esta villa es la de su conquista a los musulmanes por Alfonso XI de Castilla en 1330. En esa campaña también se apoderó de Teba, Ardales, Cañete la Real y Priego. 
En los documentos encontrados en el archivo parroquial, pertenecientes al siglo XVIII, y en los del archivo municipal de 1867, se nos dice que la finca del "Mayorazgo", en la que se asienta la villa, pertenecía a la marquesa de Cuevas del Becerro y Benamejí.
Este pueblo está asentado en la finca "El Mayorazgo" y construido en torno al camino real de Ronda a Cañete. Y es en el núcleo urbano donde encontramos la arquitectura tradicional. Sin embargo, actualmente se están construyendo nuevos edificios en el extrarradio, mucho más modernos y tipo chalet. La distorsión arquitectónica la provocan los zócalos de mármol y cerámica con los que fueron recubiertos las edificaciones de corte arábigo, aquellas que escoltan el camino real, formando una calle central y casi única del pueblo, dividida por la Iglesia que venera a San Antonio Abad, patrono de la localidad por un hecho curioso. Y es que, durante la invasión napoleónica, se decía que los soldados violaban a las mujeres; pero estos pasaron de largo, por lo que, en agradecimiento, tomaron como patrono el santo de aquel día.
En cuanto a esa finca de "El Mayorazgo", su primera titular fue la marquesa de Benamejí, para pasar luego a mano de los colonos al estar consideradas como aptas para la producción agraria. Sin embargo, y según los expertos, este fue el origen de la decadencia de la "cultura rural" de los cueveños.

## Economía

### Evolución de la deuda viva municipal
| Gráfica de evolución de Deuda viva del Ayuntamiento de Cuevas del Becerro entre 2008 y 2019                                |
| |
| Deuda viva del Ayuntamiento de Cuevas del Becerro en miles de Euros según datos del Ministerio de Hacienda y Ad. Públicas. |